# 温科·茨维特科维奇
温科·茨维特科维奇（1911年2月12日—1983年9月9日），克罗地亚男子水球运动员。他曾代表南斯拉夫国家队参加1936年夏季奥林匹克运动会水球比赛，获得第十名。